# Abe Attell
Abe Attell est un boxeur américain né le 22 février 1884 à San Francisco, Californie, et mort le 7 février 1970 à New Paltz (New York).

## Carrière
Il remporte le titre vacant de champion du monde des poids plumes le 3 septembre 1903 en battant aux points en 20 rounds son compatriote Johnny Reagan. Attell conserve ce titre près de 9 ans jusqu'au 22 février 1912 date à laquelle il s'incline à son tour aux points face à Johnny Kilbane.

## Distinction
- Abe Attell est membre de l'International Boxing Hall of Fame depuis 1990[2].